# Nasri (muzyk)
Nasri, właśc. Nasri Tony Atweh (ar. نصري طوني عطوي, ur. 10 stycznia 1981 w Toronto) – kanadyjski piosenkarz pochodzenia palestyńskiego, producent muzyczny i autor tekstów. Członek duetu producenckiego The Messengers i wokalista zespołu Magic!, wykonującego muzykę pop i reggae.

## Kariera

### Wczesne życie i początki kariery
Nasri urodził się w Toronto w rodzinie palestyńskich imigrantów pochodzenia arabskiego, należących do Kościoła melchickiego. Zaczął śpiewać w wieku 6 lat. W wieku 19 lat rozpoczął pracę w jednej z rozgłośni radiowej w Toronto.

### The Messengers
Nasri wraz z Adamem Messingerem stworzył duet producentów muzycznych i autorów tekstów utworów o nazwie The Messengers. Współpracowali oni m.in. z Justinem Bieberem, Chrisem Brownem, Christiną Aguilerą i Pitbullem.
W 2009 wyprodukowali i napisali utwór „Crawl” Chrisa Browna z albumu Graffiti, a w 2010 utwory „Up” i „That Should Be Me” z albumu My World 2.0 kanadyjskiego piosenkarza Justina Biebera. Albumy Graffiti i My World 2.0 zostały nominowane do nagrody Grammy w 2011. W 2012 The Messengers wyprodukowali utwór Chrisa Browna pt. „Next to You”, który znalazł się na nagrodzonym nagrodą Grammy albumie F.A.M.E.. W 2013 współpracowali z Pitbullem przy utworze „Feel This Moment”.

### Magic!
W 2012 Nasri, gitarzysta Mark Pelli, perkusista Alex Tanas i basista Ben Spivak założyli zespół Magic!. W 2013 zdobyli popularność dzięki utworowi „Rude”. Singel był notowany na pierwszych miejscach list przebojów m.in. w Stanach Zjednoczonych, Wielkiej Brytanii i Polsce. Do tej pory wraz z zespołem Magic! wydał sześć singli i jeden album studyjny.

## Życie prywatne
W 2009 zaczął spotykać się z wokalistką zespołu No Angels, Sandy Mölling.